# Necròpolis dels Rabs
La necròpolis dels Rabs, anomenada també sector funerari de Sainte Monique o necròpoli de Bordj-Djedid, és un cementiri de l'època púnica situat en el jaciment arqueològic de Cartago, a Tunísia. Està ubicat al turó Sainte Monique, entre l'altiplà de Bordj-Djedid i el convent de Sainte-Monique. Les seves excavacions varen ser dirigides per l'arqueòleg francès Alfred Louis Delattre a finals de segle xix i principis del segle xx, amb les condicions habituals de l'època, però molt perjudicials per a la posterior comprensió general del jaciment. En el cementiri, dedicat a una classe social privilegiada de la ciutat púnica, s'hi han trobat diversos sarcòfags de marbre, que es troben al museu nacional de Cartago i el Museu del Louvre, i un ric mobiliari que inclou joies i ceràmiques.
La necròpolis s'utilitzà des de finals del segle V aC o principis del segle iv aC, fins a la destrucció de la ciutat púnica el 146 aC. En els segles iii i II els ritus funeraris utilitzats varen ser la incineració i l'enterrament; els difunts eren acompanyats a la seva "última llar" amb joies d'or, ivoris tallats, gerros de bronze i ceràmica siciliana o etrusca. La necròpolis era el lloc d'enterraments de l'alta societat cartaginesa. El cementiri dels Rabs hauria acollit els sacerdots i sacerdotesses de Cartago.

## Descobriment

Plànol de les restes preservades del jaciment arqueològic de Cartago: la necròpolis estava situada al sud-est del numero 12 (cisternes de Bordj Djedid)

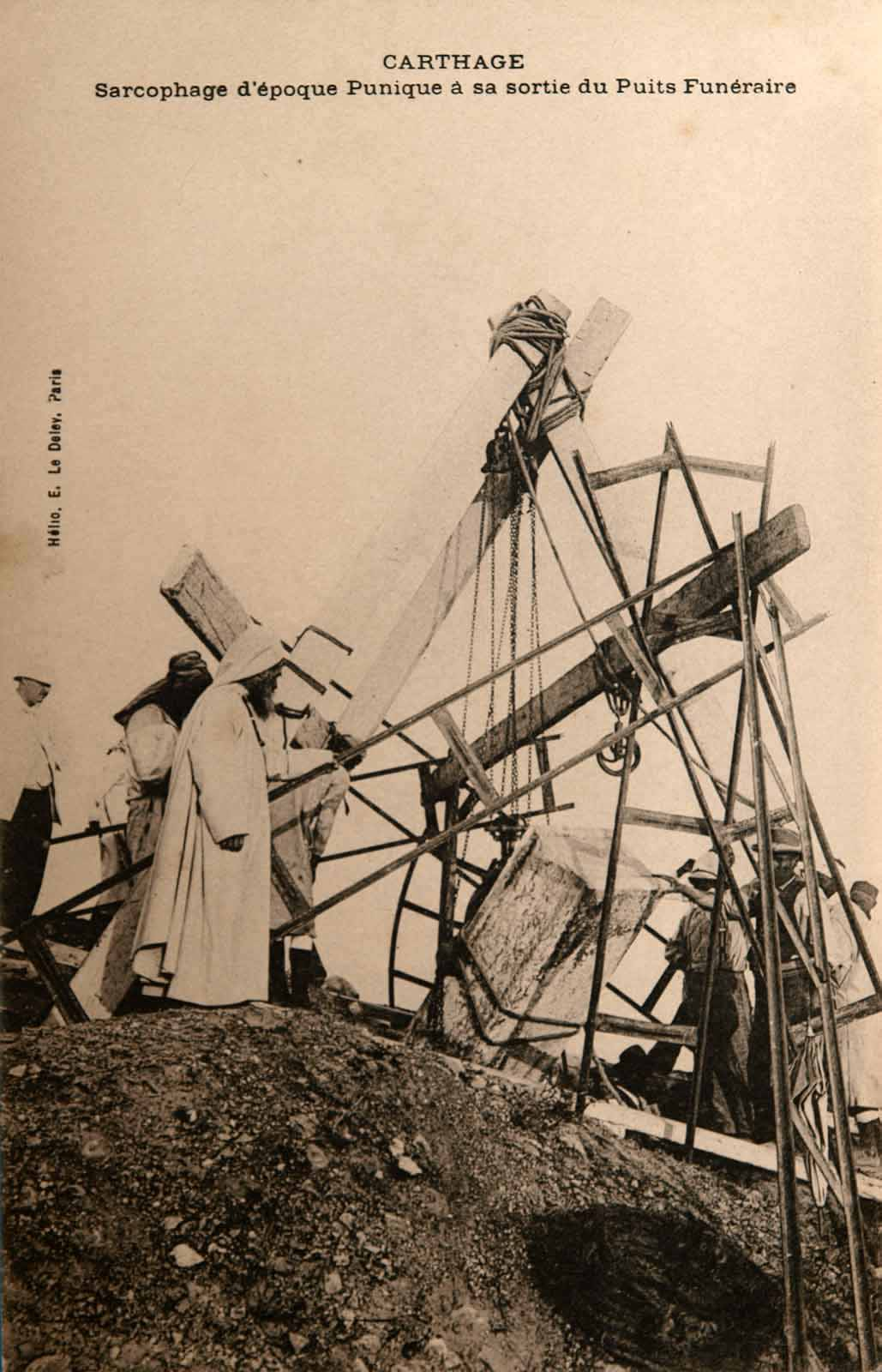
Antiga postal que mostra la sortida d'un sarcòfag durant les excavacions de la necròpolis dirigides pel pare Delattre

El lloc fou excavat entre el 1898 i el 1906 en unes condicions deplorables des de la perspectiva de l'arqueologia del segle XXI. No obstant això, alguns consideren que el pare Delattre va cometre errors propis d'un principiant, ja que no es va fer cap plànol de la necròpolis. Les excavacions foren finançades per l'Académie des inscriptions et belles-lettres.
El 1898, durant l'excavació, es va trobar un sarcòfag de marbre pintat i un altre el maig de 1901. El 1902 es va descobrir un sarcòfag amb el cos d'una dona que tenia la cara oculta amb un vel, dos cossos més i també el d'un sacerdot. El novembre de 1902 es va registrar una sepultura amb dos sarcòfags, un home i una dona, però havia estat profanat. En el sarcòfag de l'home hi havia, en el moment del seu descobriment, una gran insígnia que simbolitzava la dignitat del personatge. La dona de l'altre sarcòfag devia ser d'edat avançada, ja que tenia la dentadura deteriorada. Delattre va proposar oferir un dels sarcòfags al Museu del Louvre, l'elecció havia de realitzar-la la institució entre diverses obres. L'administració demanà emportar els dos sarcòfags a la seva col·lecció; la sortida va ser acceptada per Delattre i el servei d'antiguitats i arts de Tunísia.
El 2015 es va trobar una part desconeguda de la necròpolis després d'unes excavacions preventives prèvies a la construcció d'una vila prop del palau presidencial i de la vila Baizeau de Le Corbusier. Les restes, no cercades per falta de recursos, semblaven ben conservades.

## Troballes
L'ús dels sarcòfags pels fenicis és molt antic i està inspirat en els ritus funeraris de l'antic Egipte. El mort es troba dempeus, però en posició horitzontal. Les excavacions han donat lloc a les troballes d'una quinzena de sarcòfags d'influència grega, datats entre els segles IV i III aC, i que tenen paral·lelismes amb alguns del sud d'Itàlia i d'Atenes.

### Sarcòfags amb tapa tallada
El 1986 es varen trobar al jaciment quatre sarcòfags amb la tapa esculpida i pintada, de pedra calcària o marbre, així com una ossera que representa un sacerdot en la mateixa postura i vestit de manera similar als dels grans sarcòfags.
Dos dels sarcòfags tenen esculpits un sacerdot vestit amb una túnica, la mà dreta aixecada en gest d'adoració i la mà esquerra amb una cassola d'encens. El gest de pregària és freqüent en la civilització cartaginesa. El rostre del sacerdot està representat en un gest calmat, seriós i solemne. La representació en relleu i l'ús de la pintura donen a l'obra una gran vitalitat. Una de les sales en què es va trobar un sarcòfag de sacerdot també albergava el anomenat de la sacerdotessa; lladres de tombes li van tallar les parpelles a tots dos relleus, però afortunadament sense danyar les cares. El relleu del sarcòfag de la sacerdotessa (en francès sarcophage de la prêtresse, també anomenat sarcòfag de la sacerdotessa alada -en francès, sarcophage de la prêtresse ailée), representa una dona amb "un aire de majestuositat i grandesa" que possiblement simbolitza a la deessa Tanit, amb ales d'ocell, una mà que sosté a un colom cap per avall com a signe de dol, i l'altra sosté un flascó de perfum. Porta un pentinat egipci i les ales semblen recordar els atributs d'Isis o Neftis. També s'observa influència grega darrere de la insígnia egípcia. El sarcòfag de la sacerdotessa és, segons Hédi Dridi, un indubtable «manifest de l'eclecticisme púnic». Aquest tipus de sarcòfag també es troba en les troballes de Cartago i de Kerkouane, en fusta, i és possible que fos inspiració per a les obres etrusques.
El sarcòfag femení del Louvre mostra a una sacerdotessa que es cobreix amb un vel, seguint una afinitat estilística evident amb obres gregues del segle iv aC. Antoine Héron de Villefosse assenyala que l'actitud de la jove, plena de modèstia i gràcia, mostra com es treballava l'obra per tal de representar la persona en vida.

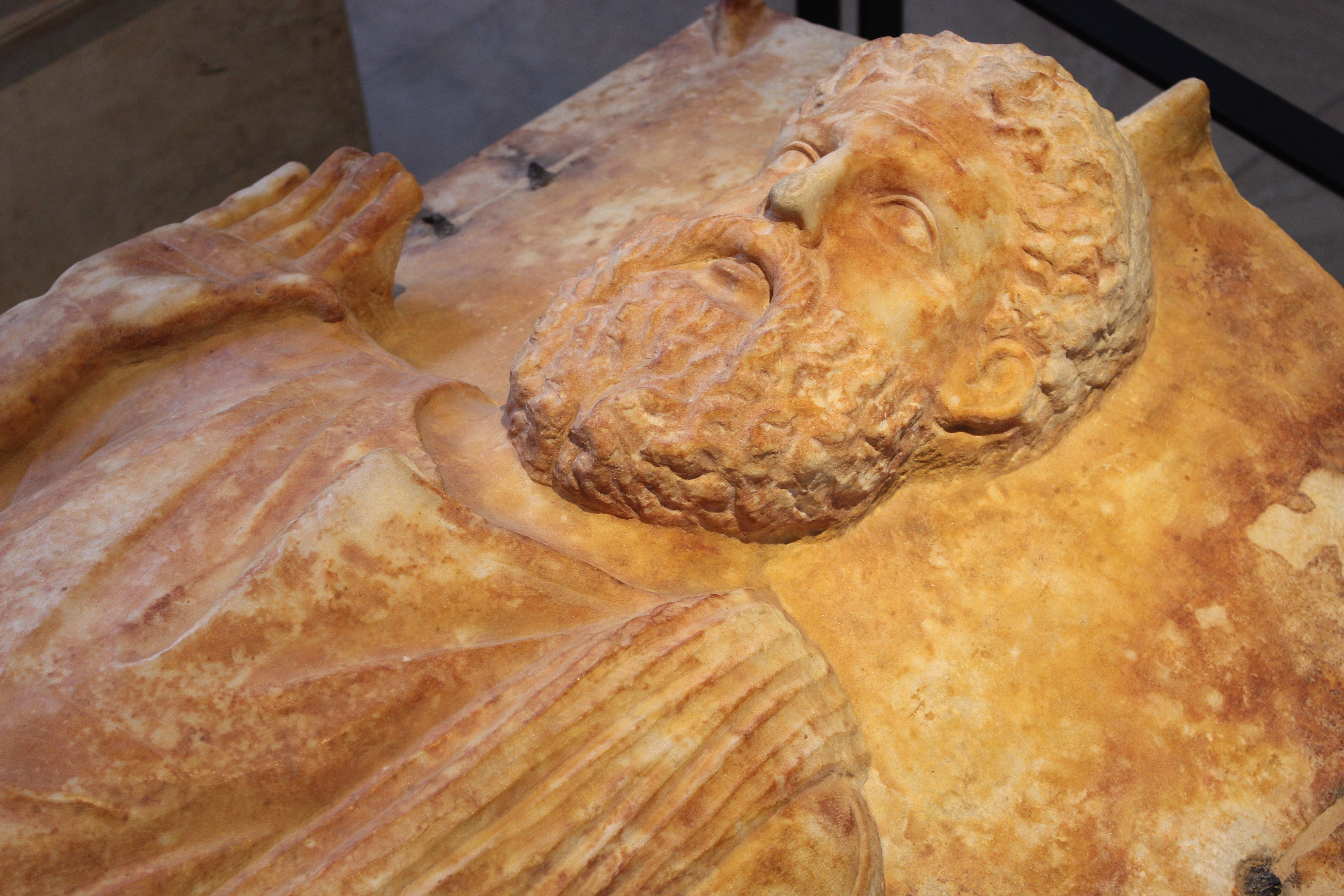
Detall del sarcòfag del sacerdot
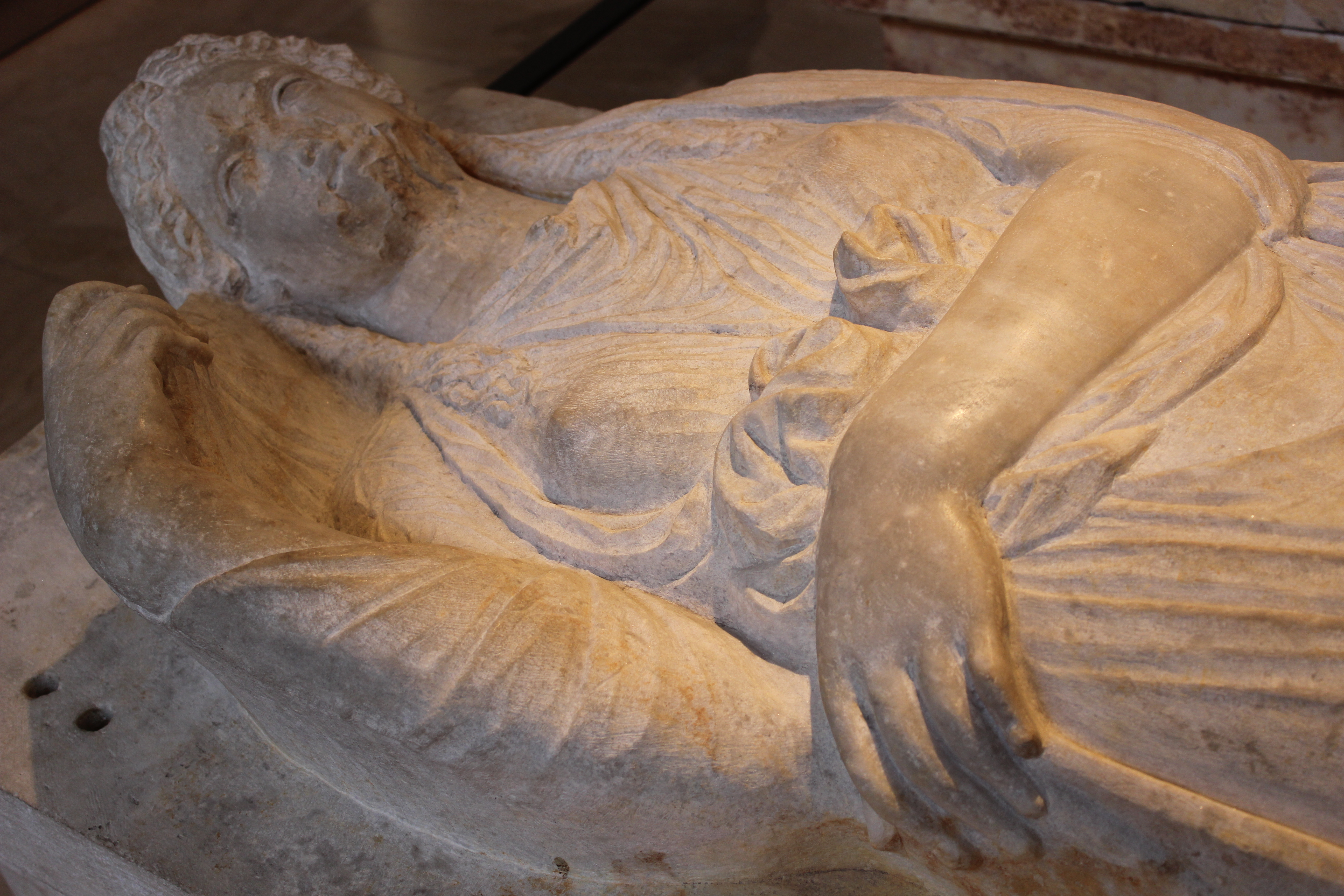
Detall del sarcòfag de la sacerdotessa
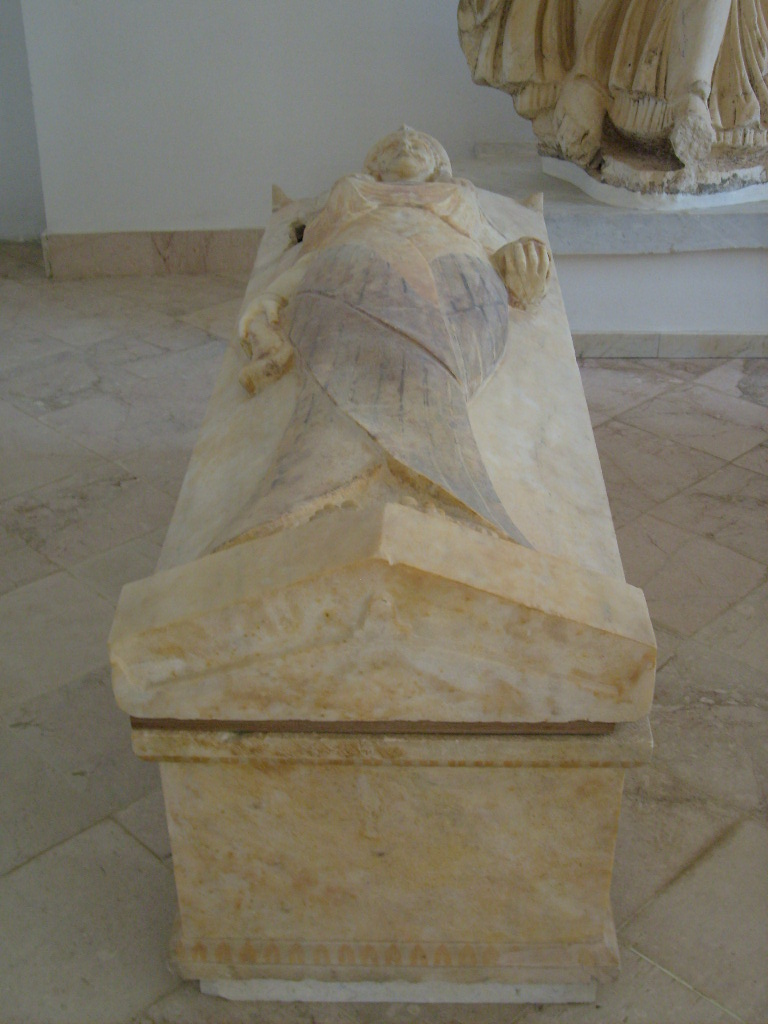
Sarcòfag de la sacerdotessa conservat en el museu nacional de Cartago, de marbre i datat entre els segles IV i III aC. Mesura 76 × 197 × 68 cm
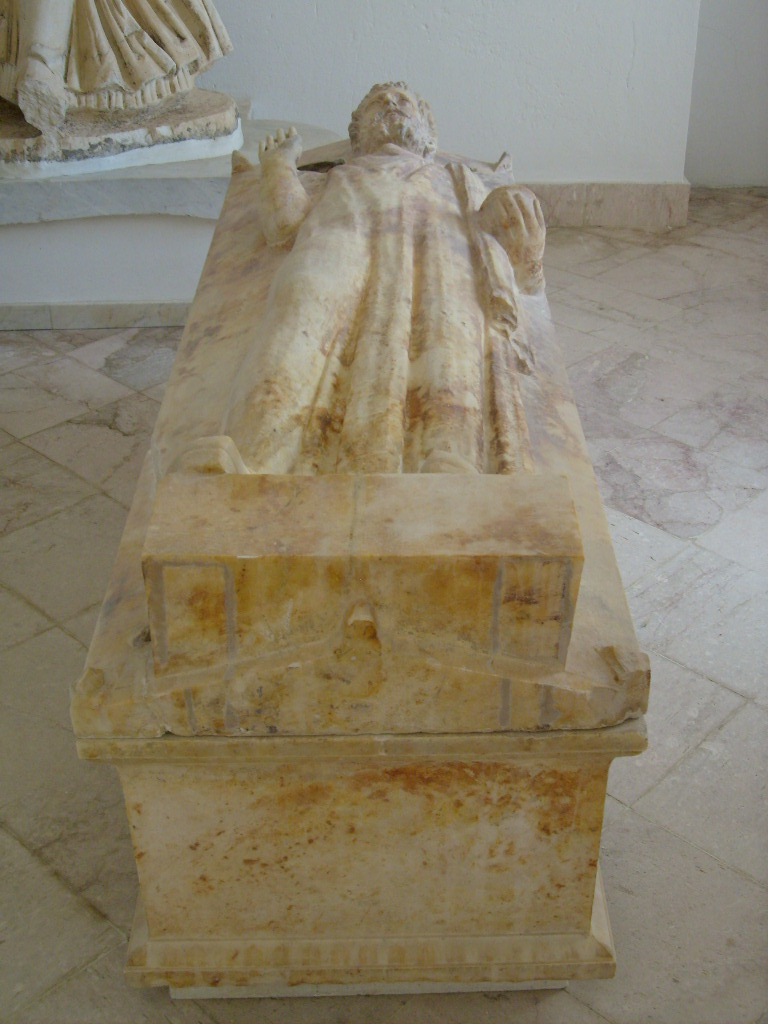
Sarcòfag del sacerdot conservat en el museu nacional de Cartag, de marbre i datat del segle iv aC. Mesura 72 × 193 × 65 cm

### Sarcòfags en forma de temple grec

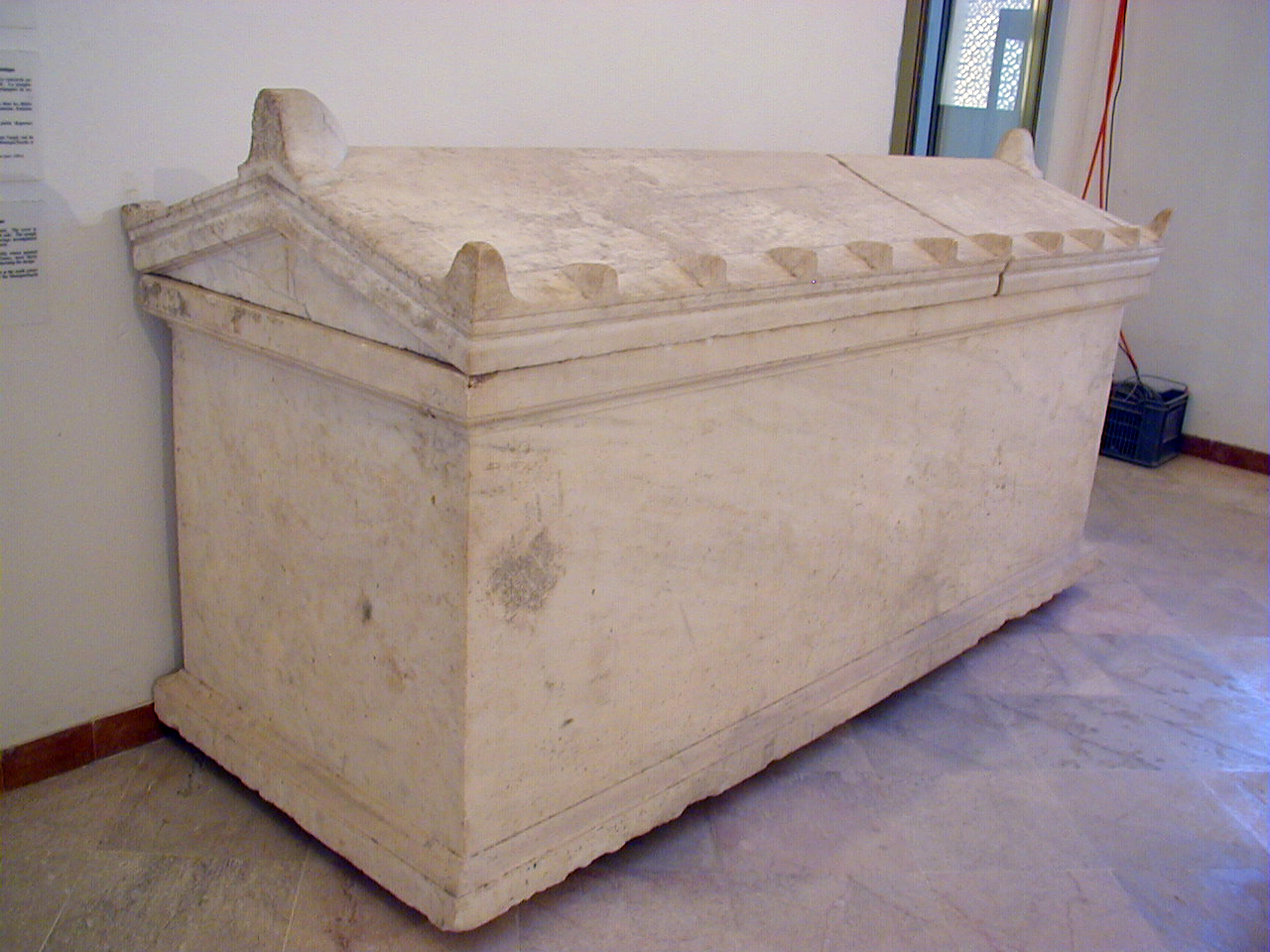
Sarcòfag de marbre, en forma de temple grec, conservat al museu nacional de Cartago

Alguns sarcòfags tenen la forma dels temples grecs, amb acróteres i frontons que estaven pintats, però que es van esborrar després del seu descobriment. Podrien haver estat fets a Cartago per immigrants grecs; malgrat és probable que l'origen sigui grec, estaven destinats a l'elit econòmica púnica. El sarcòfag i la tapa formen la imatge de la casa dels morts.